# Thiol
En thiol eller tiol er en organisk forbindelse indeholdende den funktionelle sulfhydrylgruppe (–SH). Den kan betragtes som alkoholens svovlanalog. Tidligere er thioler også blevet kaldt mercaptaner.
Gruppen er funktionel i og med at svovlatomet er stærkt elektronegativt.

## Eksempler på thioler
- Cystein
- Methanthiol
- Mercaptoethanol

| Kemi | Spire Denne artikel om kemi er en spire som bør udbygges. Du er velkommen til at hjælpe Wikipedia ved at udvide den. |